# Gazelle (bedrijf)

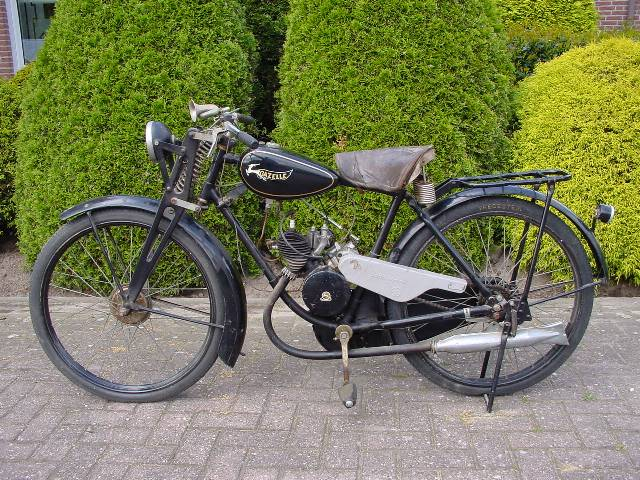
Gazelle-motorfietsje met 74cc-Sachs-motor uit 1935

Gazelle is een in 1892 opgerichte Nederlandse fietsenfabrikant die ook auto's, brom- en motorfietsen heeft geproduceerd. De naamloze vennootschap, die zich sinds 1992 Koninklijk mag noemen, heeft een fabriek in Dieren. Het bedrijf produceert ruim 300.000 fietsen per jaar en is daarmee marktleider in Nederland.

## Geschiedenis

### Tot en met de Tweede Wereldoorlog
In 1892 richtte Willem Kölling, een ambtenaar van de PTT een rijwielhandel op, door een enkele fiets uit Engeland te importeren. Toen zijn handel goed liep zocht hij een partner, en vond deze in Rudolf Arentsen, een handelaar in kachels, haarden en ijzer. Zij richtten de firma Arentsen & Kölling op. De merknaam Gazelle werd in 1900 al gebruikt, maar werd pas in 1907 officieel geregistreerd. Toen zij in 1902 een bedrijfsterrein kochten in Dieren konden de zaken al snel worden uitgebreid. In 1901 werd het assortiment uitgebreid met een motorfiets, die overigens niet door Gazelle zelf werd geproduceerd.
In 1905 trok Arentsen zich terug uit het bedrijf, en werd hij opgevolgd door Hendrik Kölling, een broer van Willem. Na een forse verbouwing en uitbreiding van de productiefaciliteit was men in staat grotere aantallen fietsen te produceren.
In 1915 werd het bedrijf omgedoopt in N.V. Gazelle Rijwielfabriek v/h Arentsen en Kölling. Tot aan de Tweede Wereldoorlog zou het bedrijf zich voorspoedig ontwikkelen, en vond het een groot afzetgebied in Nederlands-Indië. Zo werd in 1935 de eerste tandem geproduceerd, die direct een groot succes bleek. Tevens werd in 1938 begonnen met de bouw van motorfietsen, eerst nog met de 60cc-"biefstukwarmer" van ILO, later ook met zwaardere modellen met 50- tot 248cc-ILO- en Villiers-blokken. Een minder groot succes was het eerste experiment met een elektrisch aangedreven motorfiets, die door vijf fietsfabrikanten waaronder Gazelle werd ontwikkeld.
In 1912 introduceerde Gazelle een strip met de titel Piet Pelle op zijn Gazelle. Het werd in de jaren vijftig opnieuw uitgegeven en Kees Stip voegde er in de jaren zestig nog twee verhalen aan toe.
Tijdens de Tweede Wereldoorlog had Gazelle het moeilijk, net als veel andere productiebedrijven. Veel van het materiaal en van de machines werd naar Duitsland overgebracht en kort voor de bevrijding werden de resterende machines door een speciaal Sprengkommando vernietigd.

### Tussen 1945 en 2000
Na de oorlog duurde het tot augustus 1946 voordat de eerste naoorlogse Gazellefiets op de markt werd gebracht, en in 1950 volgde het eerste rijwiel met hulpmotor.

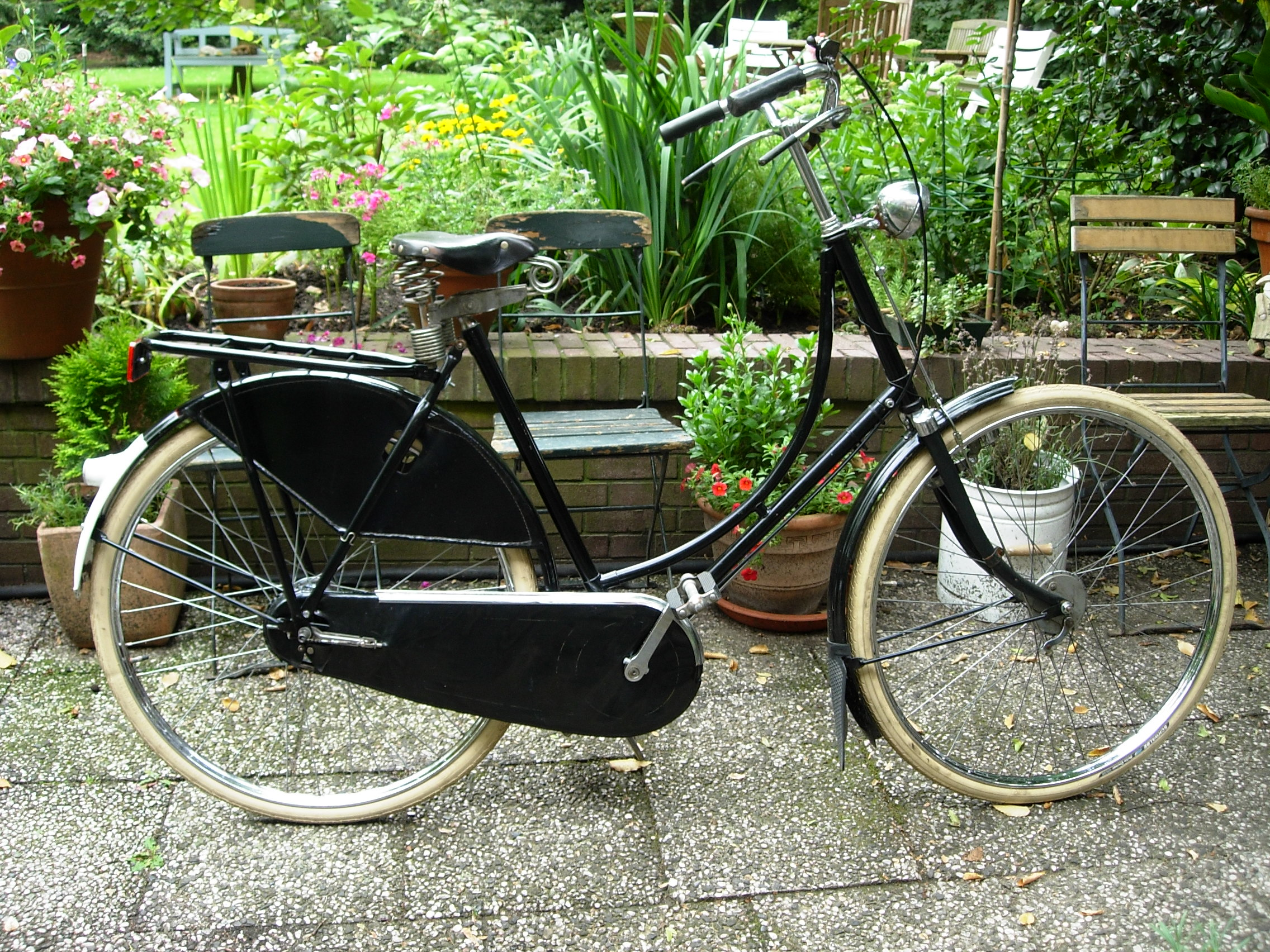
Luxe damesfiets uit 1954

In 1954, het jaar waarin de 1 miljoenste fiets werd gemaakt, werd het bedrijf van een familie-vennootschap omgezet in een open N.V. Gazelle zou in de daaropvolgende jaren uitgroeien tot een van de belangrijkste fietsfabrieken in Nederland.
In 1958 presenteerde Gazelle, dat ook al driewielige bakfietsen fabriceerde, een vierwielig bedrijfswagentje dat onder andere door De Gruyter en bakkerij Vermaat voor bestelwerkzaamheden aangeschaft werd. De aandrijving was een elektrisch of een Sachs-motorblokje.
Een fusie met Batavus in 1964 verliep niet voorspoedig. De bedrijven bleken niet bij elkaar te passen, en al na twee jaar werd de samenwerking ontbonden. Eind jaren zestig werden concurrenten Juncker, Simplex en Locomotief, en bromfietsfabrikant Berini overgenomen. In 1971 werd Gazelle zelf overgenomen door Tube Investments, en werd het bedrijf omgezet in een B.V., Gazelle Rijwielfabriek B.V..

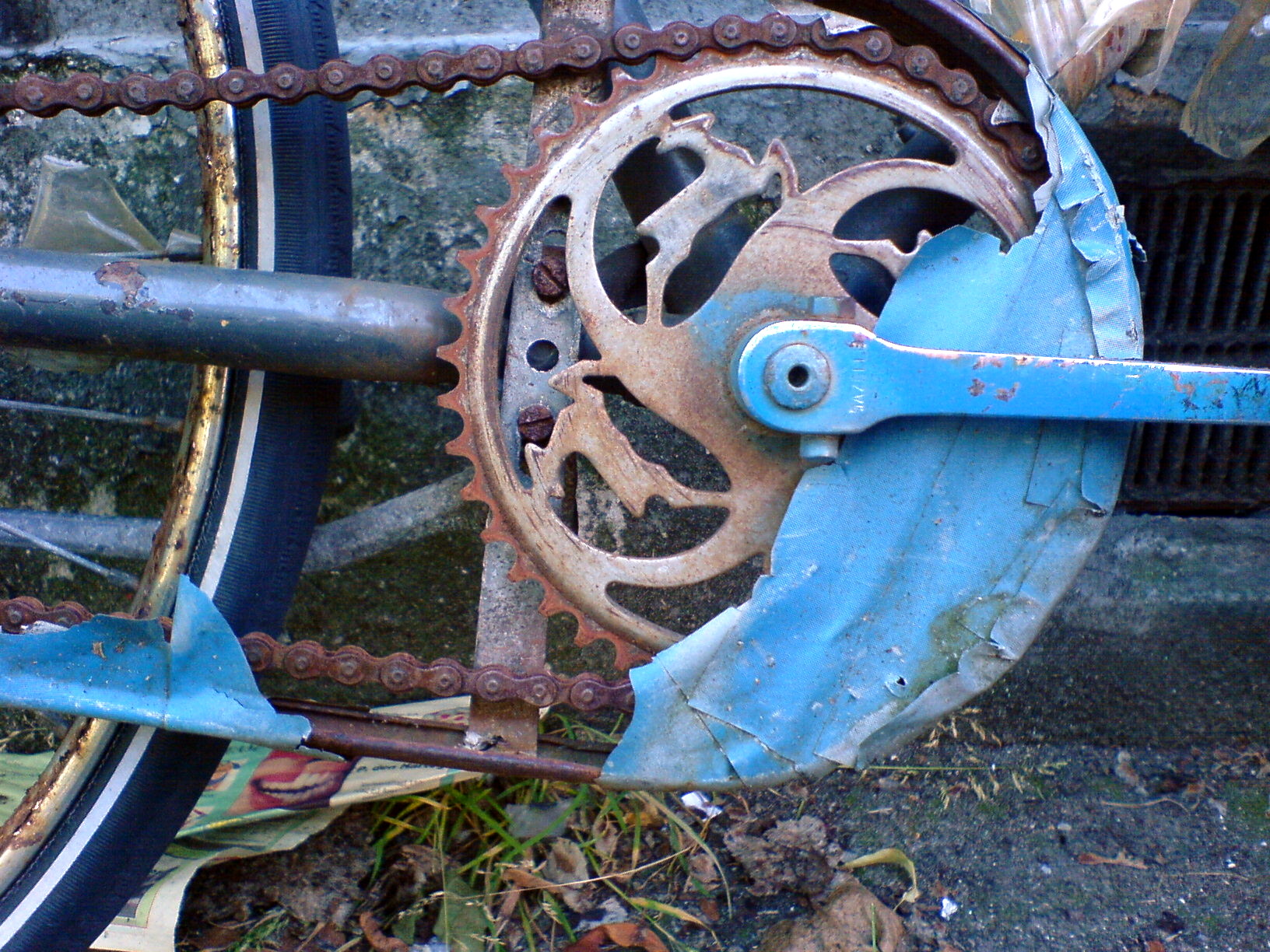
Gazelles in het tandwiel

In 1970 verscheen de truckbouwafdeling op de RAI met een kleine stadsauto, aangedreven door een tweetakt benzinemotortje. De carrosserie bestond voornamelijk uit polyester. Men kon plaatsnemen in het voertuig door de gehele voorkant naar voren te klappen. De auto was 1,90 meter lang en had een draaicirkel van 5 meter. De afdeling truckbouw die in Aalten was gevestigd werd overgenomen door Accles & Pollock, dat bedrijfswagens onder de naam Apollo produceerde, maar het stadswagen project is niet verder van de grond gekomen en het prototype bleef in een hoek van de fabriek staan.
In 1987 werd de fietsendivisie van Tube Investments verkocht aan Derby Cycles Corporation. Dit Amerikaanse bedrijf was toen al eigenaar van Raleigh, de naaffabrikant Sturmey-Archer en de Duitse fietsmerken Kalkhoff, Rixe, Winora en Staiger. Vijf jaar later werd het predicaat Koninklijk verleend aan Gazelle.

### Na 2000
Het noodlijdende Derby verkocht Gazelle in 2001 aan de Nederlandse investeringsmaatschappij Gilde Buy Out Partners. Met Gazelle ging het uitstekend, maar Derby had de opbrengst van de verkoop nodig om te overleven. In die tijd produceerde Gazelle circa 380.000 fietsen per jaar en had het bedrijf een marktaandeel van 30%.
In 2011 werd Gazelle overgenomen door Pon Holdings (importeur van onder meer Volkswagen) van eigenaar Gilde Buy Out Partners. Gazelle bleef na de overname een zelfstandig opererend bedrijf. Volgens Pon paste de overname in de groeistrategie als mobiliteitsaanbieder en was het een belangrijke stap om te groeien in de fietsenmarkt.

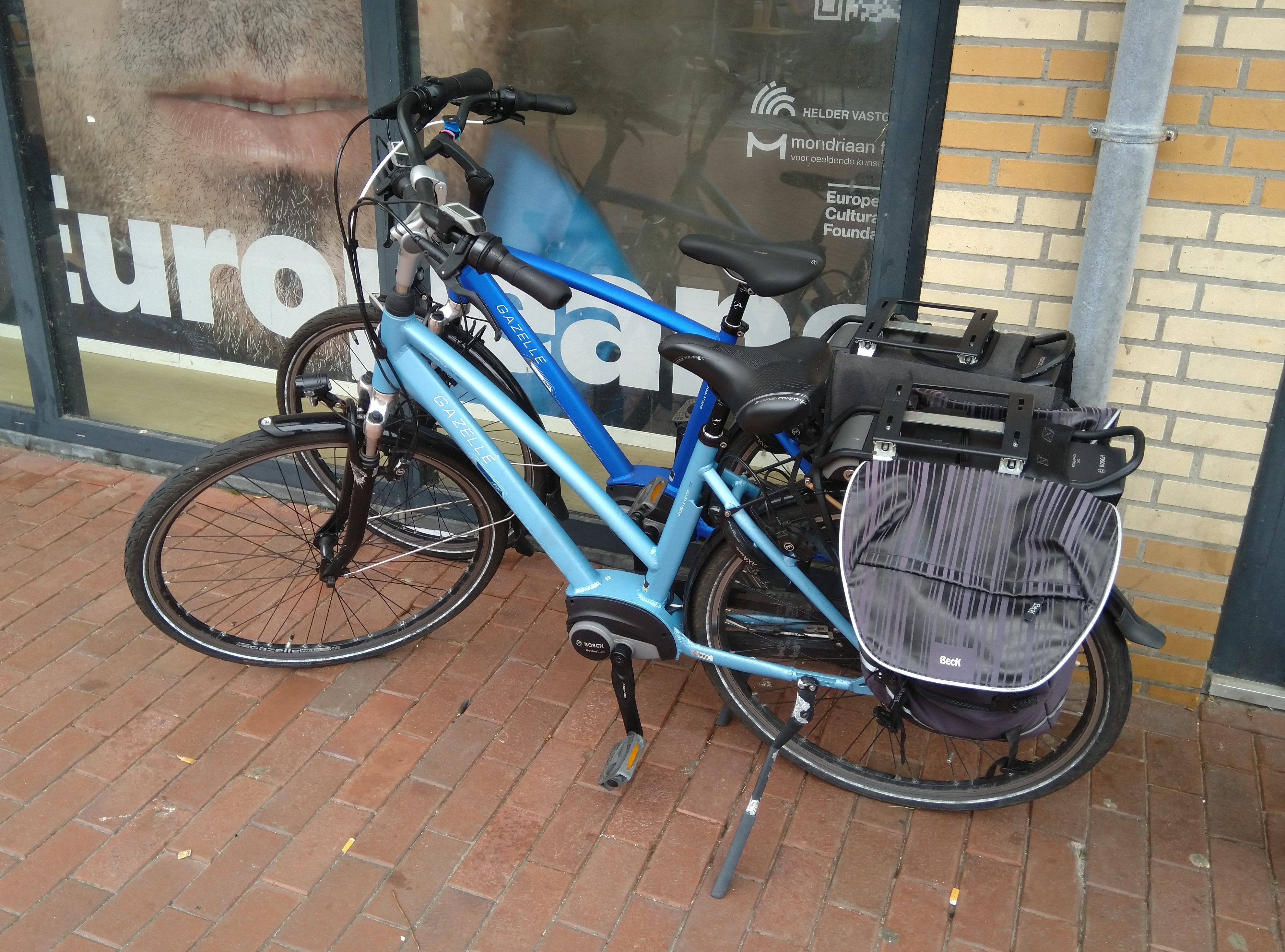
Gazelle Vento C7 Sportive Comfort

Eind 2012 kwam prinses Margriet naar de fabriek om de laatste hand te leggen aan de 14 miljoenste fiets van Gazelle, dat hetzelfde jaar zijn 120e verjaardag vierde. Ook werd in 2012 Union overgenomen door de PON Bicycle Group. Union maakt nu deel uit van Koninklijke Gazelle. In 2015 werd de nieuwe fabriekshal geopend door koning Willem Alexander.